# Vicekongedømmet i Peru
Vicekongedømmet i Peru (Virreinato del Perú, på spansk) var navnet på det nye spanske koloniale territorium i Sydamerika fra omkring 1542 til 1821. Territoriet blev styret fra Lima af en vicekonge udnævnt af Kongen af Spanien.

## Historie
Med ankomsten af spanjolerne til byen Cusco i 1534 afsluttedes den militære erobring af Peru, som var påbegyndt af Francisco Pizarro. I stedet åbnedes nu for en udvikling af det koloniale område, som frem til da havde været domineret af inkariget eller Tahuantinsuyo, som på grundlag af nye love fra 1542 blev en del af vicekongedømmet Peru. Så, ved et kongeligt dokument undertegnet i Barcelona den 20. november 1542 af Karl I skabtes vicekongedømmet Peru, som erstattede det tidligere Guvernatet Ny Kastilien, som var overdraget til Pizarro. Grænserne inkluderede området mellem Panama og Chile, fra nord til syd, med undtagelse af Venezuela og mod øst, frem til Argentina, med undtagelse af Brasilien, som tilhørte det Portugisiske koloniimperium. Til første vicekonge udnævntes Blasco Núñez Vela, udpeget ved kongeligt dokument den 1. marts 1543. Men han kunne inte udøve virkelig magt i styret af Peru på grund af sammenstød mellem tilhængere af Francisco Pizarro og Diego de Almagro, som synes myrdet af Gonzalo Pizarro.
Mordet på den første kongelige autoritet forårsagede stor bestyrtelse i Spanien, da kronen greb ind for at straffe dem hårdt, som havde angribet vicekongen, en repræsentant for kongen på erobrede territorier. Til dette formål sendte Karl I Pedro de la Gasca dertil med titel af fredsmægler, for at løse situationen. Vel ankommet til Peru havde Gasca sikkert sået frøet til svig blandt tilhængerne af Gonzalo Pizarro og konfronterede conquistadoren i nærheden af Cusco i 1548. Gonzalo Pizarro så sine officerer bytte side til Gasca, og nederlaget for ham var overvældende. Han førtes til byen Cusco og henrettedes for forbrydelsen højforræderi mod kongen. Nogle år senere, i 1551, blev vicekongen Antonio de Mendoza udnævnt efter at have gjort tjeneste som vicekonge i Vicekongedømmet Ny Spanien.

### Toledo som vicekonge
Efter næsten 40 år af administrativ uorden fik landet en effektiv ledelse i Francisco de Toledo som, mellem 1569 og 1581, formåede at etablere de politiske og administrative rammer, som siden gjaldt i mange år i det koloniale Peru. Toledo var knapt kommet til Peru inden, at han blev informeret om alt, som var sket i vicekongedømmet og hvilken den politik, som hidtil var blevet fulgt. Han medgav, at der savnedes et adækvat skattesystem, efter som der ikke fandtes noget register over den totale befolkning i vicekongedømmet. Toledo gjorde flere besøg i forskellige dele af vicekongedømmet og, for første gang kunne man registrere de menneskelige og naturlige ressourcer i Peru. Efter at have fået opgivet antallet af mulige skattebetalere beregnedes skatten og urbefolkningen blev inddelt i grupper på 500 familier. På denne måde fandt man nøjagtigt ud af hvor megen skat, de skulle betale.
Francisco de Toledo indførte fordeling af arbejdet hos urbefolkningen gennem mitasystemet. Ved at tillempe dette ordnede vicekongen Toledo forudsætningen for arbejdskraft til minen Potosi (producent af sølv) og Huancavelica (hvor man udvandt kviksølv, hvilket var nødvendigt for rensning af guld), og fik på denne måde Peru til at blive et af verdens vigtigste centre for sølvproduktion.
Uden tvivl havde Francisco de Toledo lagt grunden for det "peruanske vicekongedømme", han havde formået at gøre det, som syntes umuligt: at ordne den politiske og administrative forvaltning inden for hele det store område Peru. Med udgangspunkt i hans arbejde lykkedes de vicekongerne, som fulgte, at gøre Peru til det vigtigste vicekongedømme i Amerika.

### 1700-tallet
I 1700-tallet fremtrådte vicekonger, som indførte tiltag, som var skabt ved de reformer, som var gennemført af Borbonerna, i særdeleshed Manuel de Amat och Junyent, som regerede mellem 1761 og 1776, Manuel de Guirior (1776-1780), Augustinus af Jáuregui (1780-1784) og Teodoro de Croix (1784-1790), og som sigtede til at vitalisere den koloniale administration med tiltag så som indførelsen af et forvaltningssystem. Med dette forsøgte man at effektivisere regeringen, erstatte ineffektive personer i den kongelige administration (corregidores og alcaldes) og udviste særlig interesse for alt, som havde med skattesystemet at gøre.
Den territorielle omorganisering blev gennemført i løbet af 1700-tallet, under hvilket to dele af vicekongedømmet blev udskilte for at danne to nye: Vicekongedømmet Rio Plata i 1776 og Vicekongedømmet Ny Grenada i 1717, men det genoprettedes i 1739 efter en periode med undertrykkelse, som indebar tab i handelskapacitet og at en stor del af territoriet gik tabt.

### 1800-tallet
I 1800-tallet gjorde vicekongen Abascal og Jose Fernando de Sousa vicekongedømmet Peru til den sidste bastion, fæstning og centrum for det kejserlige Spanien; fra dette vicekongedømme undertrykte man alle tegn på selvstændighedsytringer i Spaniens kolonier i Sydamerika, man bremsede revolutionen i Argentina, man generobrede Chile, man kvalte oprøret i Ny Grenada, og man svækkede i selve vicekongedømmet ethvert forsøg på revolution.
Vicekongedømmet Peru endte officielt med José de la Sernas kapitulation til Antonio José de Sucres styrker efter slaget ved Ayacucho i 1824.